# Reginald Maudling
Reginald Maudling, född 7 mars 1917 i Finchley, London, död 14 februari 1979 i London, var en brittisk konservativ politiker som var minister i flera brittiska regeringar, bland annat Chancellor of the Exchequer, det vill säga finansminister. Han hade av många konservativa förespråkats som framtida toryledare sedan 1955 och var två gånger den hetaste partiledarkandidaten. Han var Edward Heaths främsta motståndare vid partiledarvalet 1965. Han hade ledande poster inom den brittiska finansvärlden.
Han var som inrikesminister mellan 1970 och 1972 ansvarig för den brittiska Nordirlandspolitiken, och därmed även för den massaker som kommit att kallas den blodiga söndagen 1972, då 14 civila demonstranter sköts ihjäl av den brittiska ockupationsmakten. Han fick avgå på grund av en skandal inom ett företag där han hade en ledande position.

## Tidigt liv
Reginald Maudling föddes i North Finchley som son till en aktuarie med samma namn. Han studerade vid Oxfords universitet och var väldigt intresserad av den tyske filosofen Friedrich Hegel som han tog intryck av. Efter sin examen rådfrågade han Harold Nicolson, om han som moderatkonservativ borde gå med i Konservativa partiet eller National Labour Party. Nicholson rådde honom att vänta. Maudling tillkallades senare som advokat till Middle Temple. Han praktiserade dock inte utan tjänstgjorde som flygvapenofficer, under andra världskriget vid olika kontorsjobb. Han gifte sig med skådespelerskan Beryl Laverick vid världskrigets utbrott 1939. De fick tre söner och en dotter.
Vid krigets slut stod han som parlamentskandidat vid 1945 års parlamentsval. Vid valet förlorade han dock i sin valkrets. Han arbetade därefter vid partiets parlamentssekretariat, där han förordade acceptans av vissa nationaliseringsprogram, och samt viss samhällsservice. Han förespråkade samtidigt emellertid nedskärningar av vissa statliga utgifter.
Han hade 1946 utsetts till parlamentskandidat för valkretsen Barnet i norra London. I parlamentsvalet 1950 var han segerrik i denna valkrets.

## Parlaments- och ministerkarriär
1951 utsågs han av Winston Churchill till biträdande minister vid civilflygsministeriet. Han blev på grund av sin ekonomisk-politiska erfarenhet utsedd till biträdande finansminister 1952 där han tillsammans med Rab Butler arbetade för att reducera skatter och kontroller.
1955 blev han förrådsminister under Anthony Eden där han stödde Suezkriget. 1957 blev han av den nye premiärministern Harold Macmillan utsedd till löneminister och senare talesman i underhuset för bränsleministeriet. Han blev senare upptagen i kabinettet där han fungerade som en minister utan portfölj. Han arbetade där med att försöka övertyga den nya europeiska gemenskapen att bli ett övernationellt frihandelsområde. Planen stupade på att den nya gaullistiska regeringen i Frankrike avvisade planen.

## Handels- och kolonialminister
Maudling blev efter 1959 års parlamentsval utsedd till handelsminister. Han var i den positionen ansvarig för regeringens insatser för att hjälpa områden med hög arbetslöshet. Han drog också upp riktlinjerna för det projekt som senare skulle utkristallisera sig som EFTA-området.
1961 utsågs han till kolonialminister där han satt som ordförande i olika författningskonferenser över sådana kolonier som 
Jamaica, Nordrhodesia samt Trinidad och Tobago. Han var dock fortsatt intresserad av den ekonomiska politiken, och var väldigt angelägen om att återvända till det arbetsområdet. Han skulle få den önskan uppfylld 1962.

## Finansminister
Maudling var väldigt aktiv som finansminister och genomdrev vissa skatteförenklingar. Han blev senare kritiserad för sin ekonomiska politik av den blivande premiärministern Harold Wilson och dennes finansminister James Callaghan som ansåg denna bidrog till Storbritanniens ekonomiska problem mellan 1964 och 1967. Han var efter Macmillans aviserade avgång kandidat till partiledarposten men posten gick istället till Alec Douglas-Home.
Vid parlamentsvalet 1964 hade han en framträdande plats vid partiets presskonferenser medan Alec Douglas-Home kampanjade genom landet. Men valet gick dock förlorat med bara några mandats övervikt för Labour.

## Skuggkabinettet
Maudling fortsatte som finansminister - nu i skuggkabinettet fram till 1965. Han blev vald till vice toryledare efter ha varit kandidat vid partiledarvalet. Han blev senare utsedd till skuggutrikesminister och blev senare under 1965 skuggsamväldesminister. 1968 blev han skuggförsvarsminister fram till 1969 då han blev utsedd till skuggkabinettets vice premiärminister.

## Inrikesminister
Vid den konservativa valsegern 1970 utsågs han till inrikesminister av Edward Heath. Som sådan arbetade han för att skärpa till immigrationslagarna samt att upprätthålla Storbritanniens styre över Nordirland. Trots krav på återinförandet av dödsstraffet motsatte han sig detta. 1972 upptäcktes det att han hade finansiella kontakter med en starkt tvivelaktig arkitekt som hade gjort sig skyldig till mutor under sina affärer.
Detta gjorde att Maudlings position blev ohållbar och han tvingades senare avgå trots en viss sympati från pressen.

## Politisk comeback
Efter Edward Heaths avgång efter de två förlorade parlamentsvalen 1974 och Margaret Thatchers tillträde som partiledare utsågs han till skuggutrikesminister. Han stannade kvar fram till 1976 då han fick gå efter oenighet om hur den ekonomiska politiken skulle skötas.

## Senare liv och död
Maudling blev senare kritiserad för att ha varit rådgivare till ett bolag vars ägare hade begått svindel och som senare begått självmord. Han blev på grund av detta och en annan skandal senare utsatt för ett försök att få honom utkastad från underhuset på grund av oetiskt uppträdande ovärdigt en underhusledamot. Försöket misslyckades och han satt kvar på sitt mandat.
Efter sin avgång som inrikesminister blev han och hans fru blev svårt sjuka i alkoholism. Hans hälsa försvagades snabbt under det sena 1970-talet och han fick senare tas in på sjukhus. Detta skedde under "the Winter of Discontent" ("Missnöjets vinter") som då rådde i Storbritannien. Han dog i februari 1979 på grund av alkoholskador.